# Campeonato Maranhense de Futebol de 1960
O Campeonato Maranhense de Futebol de 1960 foi a 39º edição da divisão principal do campeonato estadual do Maranhão. O campeão foi o Moto Club que conquistou seu 10º título na história da competição. O artilheiro do campeonato foi Fernando Carlos, jogador do Sampaio Corrêa, com 16 gols marcados.

## Premiação
| Campeonato Maranhense de 1960  |
| São Luís                       |
| ------------------------------ |
| Moto Club Campeão (10º título) |